# Maxime d'Aveia
Pour les articles homonymes, voir Saint Maxime.
Maxime d'Aveia (Aveia, vers 228 - Aveia, vers 250) est un jeune diacre martyr sous Dèce et considéré comme saint par l'Église catholique.

## Biographie
Il naît vers l'an 228 dans une famille chrétienne, ce qui l'amène à étudier le christianisme et à devenir diacre. Il est arrêté et emprisonné pendant la persécution de Dèce puis conduit devant le préfet d'Aveia. Comme Maxime lui confirme sa fidélité au Christ, il est étendu sur un chevalet et torturé pendant une longue période mais en restant ferme dans sa foi. Le préfet lui propose sa fille en mariage s'il abjure mais à la suite d'un nouveau refus, il ordonne qu'il soit jeté de la plus haute falaise de la ville.

## Culte
Après la destruction d'Aveia par les Lombards au VIe siècle, les reliques de saint Maxime sont amenées à Forcona. C'est dans cette ville que le 10 juin 956, l'empereur Otton Ier et le pape Jean XII vénèrent ensemble les reliques du saint. En 1256, à lieu la translation des reliques dans la cathédrale de L'Aquila. Il est depuis lors, le  saint patron de L'Aquila et co-patron de l'archidiocèse de L'Aquila.